# Picasso Baby
Pistes de Magna Carta... Holy Grail
Holy Grail
(1) Tom Ford
(3)
Picasso Baby est une chanson du rappeur américain Jay-Z, extraite de son 12e album studio Magna Carta... Holy Grail.

## Genèse
Après l'enregistrement du précédent album de Jay-Z en 2009, The Blueprint 3, ce dernier et Timbaland se brouillent à propos de plusieurs différents artistiques survenus durant l'enregistrement de l'album. Ils se retrouvent quelques années plus tard pour l'enregistrement de l'album The 20/20 Experience de Justin Timberlake,. Courant 2012, Beyoncé Knowles enregistre son album dans son studio personnel. Jay-Z invite alors Timbaland à les rejoindre. Ce dernier lui fait écouter l'instrumentale de Picasso Baby. Bien que n'ayant pas prévu d'enregistrer un nouvel album solo, Jay-Z décide d'enregistrer quand même la chanson. Dans une interview accordée à BBC Radio 1, Jay-Z rapporte que cette chanson a « construit le son de » l'album Magna Carta... Holy Grail. Par la suite, Timbaland produira quasiment tout l'album.
Le coproducteur du titre, Jerome "J-Roc" Harmon, le décrit comme étant « just New York ». Il raconte à XXL que Timbaland et lui ont juste « ressenti la ville, l'énergie qui en ressort » et qu'il se sont inspirés des « nombreux dialectes, sons et cultures » de New York.

## Composition
Le morceau utilise un sample du titre Sirens d'Adrian Younge. Produit par Timbaland et coproduit par Jerome "J-Roc" Harmon, le titre contient des voix additionnelles de The-Dream et Zofia Borucka Moreno.
Picasso Baby contient des références à des artistes populaires comme Pablo Picasso, Mark Rothko, Jeff Koons, Francis Bacon, Jean-Michel Basquiat ou encore Andy Warhol ainsi qu'à des œuvres célèbres comme La Joconde

## Clip vidéo
Le clip est tourné le 10 juillet 2013 dans la Pace Gallery à New York. Réalisée par Mark Romanek, la vidéo s'inspire du travail de l'artiste serbe Marina Abramović, en particulier de son œuvre "The Artist Is Present" de 2010. La chanson est interprétée pendant 6 heures dans la galerie par le rappeur devant un public de fans, ainsi que des célébrités comme notamment les réalisateurs Judd Apatow et Jim Jarmusch, les acteurs Alan Cumming, Rosie Perez et Taraji P. Henson, le rappeur Wale ainsi que des artistes comme Laurie Simmons ou encore Diana Widmaier Picasso, la petite-fille de Pablo Picasso. La vidéo est présentée le 2 août 2013 en exclusivité sur la chaine américaine HBO.

## Classement hebdomadaire
| Classement (2013)    | Meilleure position |
| -------------------- | ------------------ |
| États-Unis (Hot 100) | 91                 |